# 奈良市立平城東中学校
奈良市立平城東中学校（ならしりつへいじょうひがしちゅうがっこう）は奈良県奈良市朱雀6丁目にある公立中学校である。
平成26年度からはタブレットを導入し、英語の授業を一部で展開している。通称「東中」（ひがしちゅう）、「平東」（へいひが）。
校訓は、「自立」「友愛」「健康」。
学校教育目標は、「前向きに挑戦し続ける生徒の育成　〜○○のためにやってみよう〜」。

## 概要
・制服はなく、私服での登校が認められている。
・1988年11月15日に、オーストラリアのテロピア・パーク・スクールと姉妹校協定を締結した。
・2020年9月より、文部科学省の推進するGIGAスクール構想に基づく奈良市独自の政策の一環として、一人1台タブレット端末が貸与されている。

## 校歌
作詞　香村菊雄　
作曲　鞍富誠三

## 歴史
- 1985年4月1日 - 奈良市立平城西中学校から独立し、開校。
- 同年7月17日-プール完成。
- 同年9月11日-校章制定。
- 同年10月19日-校歌制定。
- 1986年12月10日-格技場完成。
- 1987年2月4日-校訓制定。

## 校区
- 奈良市立左京小学校
- 奈良市立朱雀小学校
- 奈良市立佐保台小学校

## 部活動
野球部、サッカー部、バスケットボール部、ソフトテニス部、卓球部、女子バドミントン部、科学部、吹奏楽部、創作部などがある。2022年4月現在、同好会は存在しない。

## 委員会
生徒会規約に基づき、以下の委員会が前期・後期の2期制で活動している。但し、生徒会本部役員は任期が1年与えられている。また、選挙管理委員会については、生徒会本部役員選挙前後でしか活動しない。（詳細は後述）
・生徒会本部
・生活安全委員会
・環境美化委員会
・図書委員会
・放送委員会
・体育委員会
・保健委員会
・文化委員会
・各学年委員会
・選挙管理委員会

## 行事

### 文化発表会
・例年9月後半に開催され、吹奏楽部などの文化系部活動の発表・展示が行われる。また、1・2年生は各学級での合唱、3年生は学年劇を行うのが慣例となっている。（2020年度は新型コロナウイルス感染症の感染拡大に伴う学校活動の縮小に伴い縮小）

### 体育大会
・例年10月に開催される。各学級がそれぞれ色団ごとに分かれて競技を行う。色団は通常は赤・青・黃の3色だが、クラス数の加減に伴い赤・青・黃に加え、緑の4色で行う場合もある。（2020年度は新型コロナウイルス感染症の感染拡大に伴う学校活動の縮小に伴い縮小）

### 生徒会本部役員選挙
・例年12月に行われる。選挙管理委員会は選挙の告示前に各学級より1人ずつ選ばれ、立候補者の立候補届の受理、選挙の告示、投票の監視並びに開票作業を行う。本部役員は毎年7人ずつ募集され、立候補者が7人を超える場合は投票日に行われる「意見発表会」で全校生徒に向け演説を行う。その後、各学級にて無記名にて投票が行われ、得票率が多い順の7人が、次期生徒会本部役員として認証される。

## 出身有名人
- 朝倉浩之 - 元日本海テレビアナウンサー。元TOKYO MX記者。元東京都職員
- 伊藤舞[3][4][5] - 陸上競技選手（長距離走・マラソン）、リオデジャネイロオリンピック女子マラソン日本代表選出
- 小野寺暖 - プロ野球選手（元育成選手）。阪神タイガース[6]
- 西岡剛 - 元プロ野球選手。千葉ロッテマリーンズ、ミネソタ・ツインズ、阪神タイガースなど[6]

## アクセス
- 近鉄京都線 高の原駅から奈良交通バス「朱雀こども園」から徒歩6分
- JR大和路線 平城山駅から徒歩20分

## 通学区域が隣接している学校
- 奈良市立若草中学校
- 奈良市立三笠中学校
- 奈良市立平城中学校
- 奈良市立ならやま小中学校

以下は京都府。
- 木津川市立木津第二中学校
- 木津川市立木津中学校
- 木津川市立木津南中学校

## 参照元
1. ↑  奈良市立平城東中学校. “学校教育目標2020”. 奈良市立平城東中学校. 2021年1月27日閲覧。
2. ↑  “市内小中学生に一人1台のタブレット端末貸出開始。全国に先駆けた取組　奈良市版GIGAスクール - 奈良市ホームページ”. www.city.nara.lg.jp. 2021年1月29日閲覧。
3. ↑  世界陸上マラソン日本代表選手知事表敬訪問について - 奈良県
4. ↑  2011年7月7日 知事表敬訪問 世界陸上マラソン日本代表 北岡幸浩選手 伊藤舞選手 - 奈良県
5. ↑  「平城東中だより（平城東中学校通信第550号）」文責：吉田、2011年7月20日
6. 1 2  “阪神育成1位　大商大・小野寺、いざ大学日本一へ　1回戦で東海大札幌と激突「何でもするつもり」”. Sponichi Annex. (2019年11月15日) 2020年1月30日閲覧。